# Bergtjärnen (Ramsele socken, Ångermanland, 704514-152183)
Bergtjärnen är en sjö i Sollefteå kommun i Ångermanland och ingår i Ångermanälvens huvudavrinningsområde.